# De Zwarte Ruiter (molen)
De Zwarte Ruiter is een voormalige korenmolen aan de Mr. Jac. Takkade 10 in de Nederlandse gemeente Aalsmeer, die thans als woning in gebruik is.

## Geschiedenis
De molen is in 1778 gebouwd als poldermolen voor de bemaling van de Zwarte- of Schinkelpolder, ter vervanging van een wipmolen aan het Haarlemmermeer. De Zwarte Ruiter was uitgerust met een inwendig aangebracht scheprad. In 1857 werd het werk grotendeels overgenomen door een grote molen iets verderop, die was uitgerust met een vijzel. De Zwarte Ruiter kreeg toen zes zuigerpompen, maar dat bleek geen succes. In 1866 werd de molen verkocht om tot korenmolen te worden omgebouwd. De molen heeft tot 1919 gemalen. Nadien is het gaande werk, met uitzondering van het bovenwiel, uit de molen verwijderd. Na de Tweede Wereldoorlog waren gevlucht en staart verwijderd. In de jaren 70 van de 20e eeuw werd al over restauratie gesproken, maar het heeft bijna 30 jaar geduurd voordat het zover kwam.
In 2002 is De Zwarte Ruiter rechtgezet en is de fundering vervangen. In 2007 draaide hij weer.
De molen wordt bewoond en is niet te bezoeken.